# 公文公
公文 公（くもん とおる、1914年〈大正3年〉3月26日 - 1995年〈平成7年〉7月25日）は、日本の数学教育者。「公文式」学習指導法の考案及び創設並びに普及に尽力した者。

## 略歴
高知県長岡郡大津村（現：高知市大津）の農家に生まれる。下知尋常小学校（現：高知市立昭和小学校）から土佐中学校を経て1933年に高知高等学校を卒業。1936年、大阪帝国大学理学部数学科を第1期生として卒業。高知県立海南中学校（現：高知県立高知小津高等学校）の数学教師となるが、翌年の1937年、召集令状により退職をして同県の朝倉連隊に二等兵として入隊し、満洲国に出兵。3年後の1940年に召集解除となって帰国。海軍兵学校海軍文官海軍教授の試験に合格し、茨城県の土浦海軍航空隊で教鞭を執るが、後に奈良県の天理海軍航空隊に勤務し、1944年に高知県の浦戸航空隊に転属をして、終戦を迎える。戦後は奈良県の天理中学校に勤務後、再び高知県に戻り、1948年に土佐中学校・高等学校数学免許教員となる。大阪府の公立中学校へ転勤したのち、1958年7月に大阪数学研究会（現：公文教育研究会）を設立し、5年後の1963年には東京事務局を開設する。

## 公文式
「数学のあれもこれもできるか。まずは、計算力を突破口にするのだ」というのが公文公の長年の主張であった。
公文式学習法が誕生した経緯や彼の考えは、『やってみよう-公文公自伝 子供の知的可能性を追求して』（くもん出版、1991年）という著書に詳しく書かれている。
数学教育について、水道方式の遠山啓とは長年のライバル関係にあった。